# Ioan Colibașul
Ioan Colibașul (fl. secolul al V-lea) a fost un monah creștin, proclamat sfânt de Biserica Ortodoxă și sărbătorit în 15 ianuarie.

## Biografie
A trăit, potrivit tradiției, în vremea împăratului bizantin Leon I Tracul (457-474). Provenea dintr-o familie nobilă din Constantinopol,tatăl era general în armata bizantină și se numea Eutropiu iar pe mamă o chema Teodora. Ioan a beneficiat de o educație bună în timpul copilăriei, învățând teologia creștină și științele profane (filozofia și retorica). Văzându-i dragostea pentru Biserică, părinții i-au dăruit o evanghelie „ferecată cu aur”, când el avea vârsta de 12 ani.
Ioan râvnea să ducă o viață monahală, așa că a fugit de acasă și a mers la o mănăstire din provincia Bitinia, unde a depus jurămintele călugărești. A viețuit șase ani în mănăstire, dar, mistuit de dorul de părinții săi, a cerut binecuvântarea egumenului să se întoarcă la Constantinopol. S-a stabilit acolo, neștiut de nimeni, într-o colibă aflată în apropierea casei părintești, pentru a-i vedea zilnic pe cei dragi. A trăit acolo în sărăcie, primind mâncare de la masa părinților săi, care nu l-au recunoscut deoarece slăbise mult ca urmare a posturilor îndelungate.
Simțind că i se apropie moartea, a chemat-o pe mama lui și și-a dezvăluit identitatea, fiind recunoscut după evanghelia care îi fusese dăruită în copilărie. A murit înconjurat de părinții săi și a fost îngropat în straiele de cerșetor pe care le purta chiar în locul unde era coliba lui. Părinții săi au construit deasupra mormântului său o biserică, alături de care a fost amenajat un azil pentru săraci.
În timpul cruciadelor, capul Sfântului Ioan a fost dus la Besançon (Franța), iar restul moaștelor la Roma. Viața lui a fost prezentată în lucrarea Patrologia Graeca (1857-1866) a lui Jacques Paul Migne.

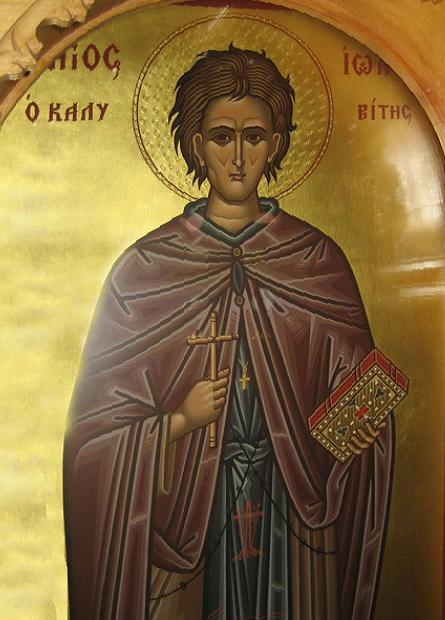
Sf. Ioan Colibașul

## Legături externe
- Viața Sf. Ioan Colibașul
- Icoane ale Sf. Ioan Colibașul